# Cyrtacanthacridinae
Le Cirtacantacridine (Cyrtacanthacridinae Kirby, 1902) sono una sottofamiglia di insetti ortotteri della famiglia Acrididae.

## Tassonomia
La sottofamiglia comprende i seguenti generi:
- Acanthacris Uvarov, 1923
- Acridoderes Bolívar, 1889
- Adramita Uvarov, 1936
- Anacridium Uvarov, 1923
- Armatacris Yin, 1979
- Austracris Uvarov, 1923
- Bryophyma Uvarov, 1923
- Caledonula Uvarov, 1939
- Callichloracris Ramme, 1931
- Chondracris Uvarov, 1923
- Congoa Bolívar, 1911
- Cristacridium Willemse, 1932
- Cyrtacanthacris Walker, 1870
- Finotina Uvarov, 1923
- Gowdeya Uvarov, 1923
- Halmenus Scudder, 1893
- Hebridea Willemse, 1926
- Kinkalidia Sjöstedt, 1931
- Kraussaria Uvarov, 1923
- Mabacris Donskoff, 1986
- Nichelius Bolívar, 1888
- Nomadacris Uvarov, 1923
- Ootua Uvarov, 1927
- Orthacanthacris Karsch, 1896
- Ordinacris Dirsh, 1966
- Ornithacris Uvarov, 1924
- Pachynotacris Uvarov, 1923
- Parakinkalidia Donskoff, 1986
- Parapachyacris Yin & Yin, 2008
- Patanga Uvarov, 1923
- Rhadinacris Uvarov, 1923
- Rhytidacris Uvarov, 1923
- Ritchiella Mungai, 1992
- Schistocerca Stål, 1873
- Taiacris Donskoff, 1986
- Valanga Uvarov, 1923
- Willemsea Uvarov, 1923

### Specie presenti in Italia
In Italia sono presenti solo le seguenti 2 specie::
- Anacridium aegyptium (Linnaeus, 1764)
- Schistocerca gregaria (Forskål, 1775) - specie migratoria, presenza saltuaria

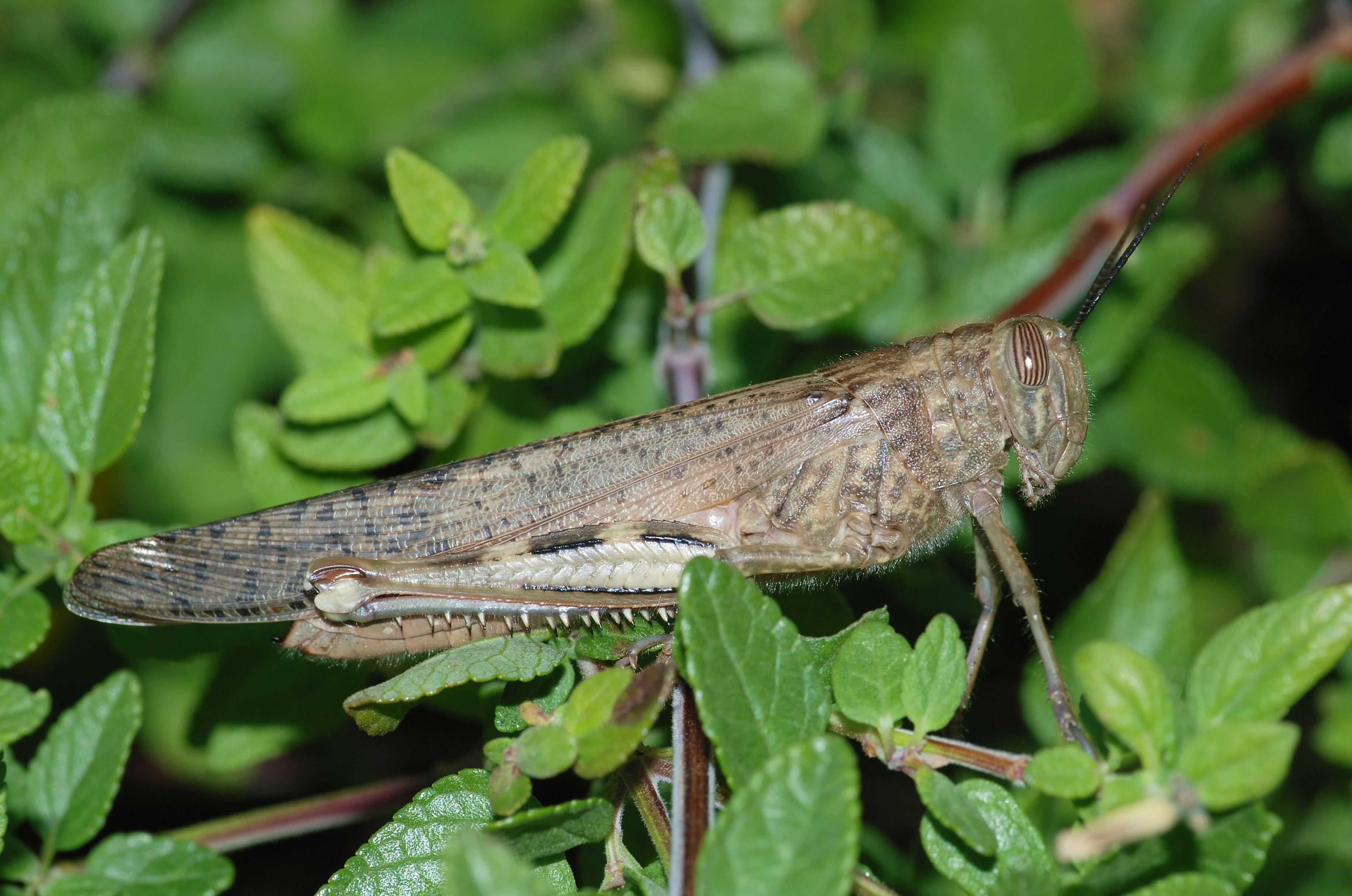
Anacridium aegyptium
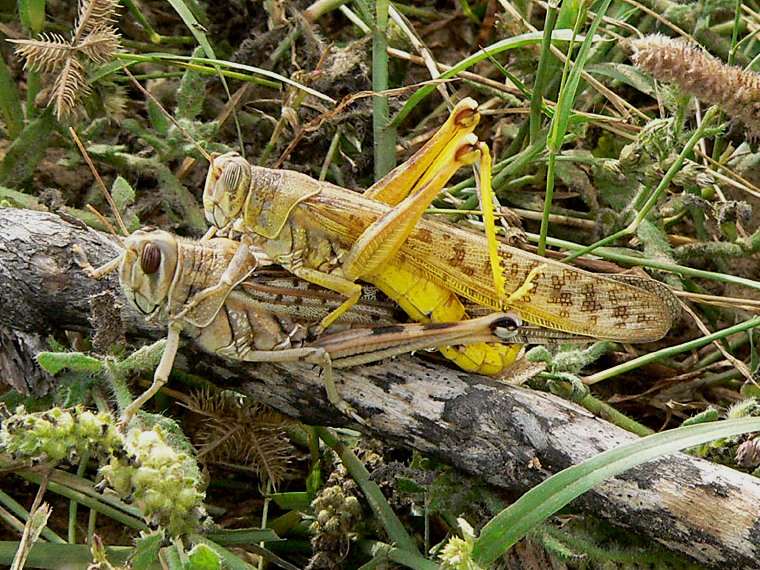
Schistocerca gregaria